# Abou Bakr Baïra
Abou Bakr Baïra (arabe : أبو بكر مصطفى بعيرة) est un homme politique libyen, membre de la Chambre des représentants.
le 5 août 2014, il est battu par Aguila Salah Issa lors de l'élection du président du Parlement.
Lors de la deuxième guerre civile libyenne, il devient membre du Dialogue en représentant le Parlement de Tobrouk.

## Biographie
Baira est devenu professeur de gestion et de marketing à l' Université américaine du Nigéria (ABTI) et membre du Sénat de la même université au Nigéria . Il a été candidat au poste de Premier ministre du gouvernement d'Accord national-GNA en Libye (Conseil présidentiel libyen).
Baira a été président du département de gestion de la faculté d'économie et de commerce de l' université de Benghazi (Garyonis) de 1975 à 1982. À partir de 1982, il a été professeur de gestion à cette université. Il a également été membre de plusieurs conseils d'administration de différentes grandes organisations libyennes.
Il a été conseiller principal en gestion et chef du département de la recherche et des études à l'Organisation arabe des sciences administratives à Amman ( Ligue arabe ) de 1982 à 1984. De 1984 à 1985, Buera a été doyen des affaires académiques à la faculté d'économie et de commerce de Garyonis. Université. Plus tard, de 1985 à 1987, il a été doyen de l'Institut supérieur des sciences administratives en Libye; et de nouveau en 1991. Il a été directeur de la formation à l'Organisation arabe pour le développement administratif de 1987 à 1991 et directeur général du Centre d'information sur la main-d'œuvre en Libye en 1999.
Il a été élu membre du comité des promotions académiques au sein du College of Commerce & Economics de l'Université Sultan Qaboos (SQU à Oman ) en 2003, ainsi que membre du conseil d'administration du collège dans le même collège de 2003 à 2005.
Baira a été député (élu) à la Chambre des représentants libyenne-HoR, à partir d'août 2014. Il était membre fondateur (élu) du dialogue politique libyen (accord politique libyen) à Skhirat, mais il a démissionné en octobre 2015 pour avoir rompu le projet initial (quatrième) de l'accord politique libyen (approuvé lors de l'Assemblée générale des Nations unies en septembre 2015 à New York).